# Ambrózi Jenő (súlyemelő, 1918)
Ambrózi Jenő (Budapest, 1918. augusztus 6. – Budapest, 1985. szeptember 8.) súlyemelő, edző, ifj. Ambrózi Jenő súlyemelő apja.

## Sportpályafutása
1936-tól 1944-ig a MAC (Magyar Atlétikai Club), 1948-tól a Csepeli Vasas, majd 1953-tól a Vasas súlyemelője volt. Pályafutása kezdetén pehelysúly, később könnyűsúly súlycsoportban versenyzett. 1938 és 1954 között volt a magyar válogatott keret tagja. Nevéhez két magyar sporttörténeti jelentőségű eredmény fűződik. 1938-ban a bécsi világbajnokságon a hatodik helyen végzett, ezzel ő lett az első magyar súlyemelő aki világbajnokságon helyezést ért el. 1942-ben könnyűsúlyú nyomásban 109 kg-ot teljesített, ezzel ő az első magyar súlyemelő, aki hivatalos világcsúcsot állított fel. Legjobb egyéni eredményét – összetettben 315 kg-ot – 1953-ban érte el. 1954-ben visszavonult és a továbbiakban edzőként tevékenykedett. 1965-ben a Sportvezető és Edzőképző Intézetben edzői oklevelet szerzett. Fia, ifj. Ambrózi Jenő az 1972. évi müncheni olimpián a hatodik helyen végzett.

### Sporteredményei
- világbajnoki 6. helyezett: 1938, Bécs (265 kg)
- világcsúcstartó: könnyűsúly, nyomás: 109 kg (1942)
- tizenegyszeres magyar bajnok:
  - pehelysúly: 1938, 1939
  - könnyűsúly: 1940–1942, 1949–1954
- ötszörös magyar csapatbajnok
  - 1940, 1950–1953